# Alverstone
Alverstone – wieś w Anglii, na wyspie Wight. Leży 9 km na południowy wschód od miasta Newport i 119 km na południowy zachód od Londynu.